# Тарнава (Олькуський повіт)
Тарнава (пол. Tarnawa) — село в Польщі, у гміні Тшицьонж Олькуського повіту Малопольського воєводства.
Населення — 586 осіб (2011).
У 1975-1998 роках село належало до Краківського воєводства.

## Демографія
Демографічна структура станом на 31 березня 2011 року:
|          | Загалом | Допрацездатний вік | Працездатний вік | Постпрацездатний вік |
| -------- | ------- | ------------------ | ---------------- | -------------------- |
| Чоловіки | 292     | 56                 | 186              | 50                   |
| Жінки    | 294     | 59                 | 154              | 81                   |
| Разом    | 586     | 115                | 340              | 131                  |